# لي سكوت (رجل أعمال)
لي سكوت (بالإنجليزية: Lee Scott)‏ هو تاجر وشخصية أعمال أمريكي، ولد في مارس 1949 في باكستر سبرينغز في الولايات المتحدة.

## وصلات خارجية
- لي سكوت على موقع مونزينجر (الألمانية)
- لي سكوت على موقع إن إن دي بي (الإنجليزية)